# Aegean Airlines
Aegean Airlines (IATA: A3, ICAO: AEE) es la aerolínea de bandera de la República Helénica. Con sus oficinas centrales en Atenas, opera vuelos regulares desde Atenas y Tesalónica a otras ciudades importantes de Grecia, como así también a algunos destinos dentro de Europa (sobre todo Alemania). Su base principal está en el Aeropuerto Internacional Eleftherios Venizelos de Atenas, con un centro de conexión en el Aeropuerto Internacional de Tesalónica (SKG).
En 2008 transportó a 5,978,083 pasajeros superando por primera vez a su anterior rival Olympic Airlines, que transportó a 5,265,729 pasajeros.

## Historia
Aegean Airlines fue fundada como Aegean Aviation en 1987. Fue originalmente un operador aéreo VIP y de negocios, especializada en servicios ejecutivos y de ambulancia aérea. El 17 de febrero de 1992, se convirtió en la primera aerolínea en recibir la licencia griega para operadores aéreos. Tras ser adquirida por el Vasilakis Group en 1994, Aegean Aviation inició vuelos VIP desde Atenas hacia el mundo con una aeronave Learjet propia. La denominación de Aegean Airlines fue adoptada con el inicio de los servicios regulares de pasajeros a fines de mayo de 1999. Sus primeros vuelos comerciales fueron desde Atenas a Heraklion, Creta y Tesalónica (Macedonia), con 2 nuevas aeronaves propias, BAe 146 (Avro RJ100). Durante el 2000 Aegean Airlines compró Air-Greece.
Tras un acuerdo en marzo de 2001 para fusionarse con Cronus Airlines, operó durante un tiempo como Aegean Cronus Airlines hasta concretarse la integración en forma completa. A partir de 2005, la aerolínea tiene un acuerdo con Lufthansa, mediante el cual ofrece participación en el programa Miles & More. Sus vuelos tienen el mismo número que los de Lufthansa, excepto por el código de la aerolínea (A3 para Aegean Airlines y LH para Lufthansa).
La aerolínea es propiedad de: Laskaridis Group (25,3%), Temprano Family Group (45,2%), B. Konstantakopoulos (8,3%), D. Ioannou (8,1%), G. David (6,3%) y Piraeus Bank (5,9%) y cuenta con 1.609 empleados (a marzo de 2007).

## Destinos
Aegean Airlines vuela a los siguientes destinos (a septiembre de 2019):

### Domésticos
- Atenas a:
  - Alejandrópolis (Aeropuerto Internacional de Alejandrópolis)
  - Corfú (Aeropuerto Internacional de Corfú-"Ioannis Kapodistrias")
  - Heraklion (Aeropuerto Internacional Nikos Kazantzakis)
  - Ioánina (Aeropuerto Nacional de Ioánina)
  - Kavala (Aeropuerto Internacional de Kavala)
  - Kos (Aeropuerto Internacional de la Isla de Kos)
  - La Canea (Aeropuerto Internacional de La Canea)
  - Miconos (Aeropuerto Nacional de la Isla de Mykonos)
  - Mitilene (Aeropuerto Internacional de Mytilene)
  - Quíos (Aeropuerto Nacional de la Isla de Quíos)
  - Rodas (Aeropuerto Internacional de Rodas “Diagoras”)
  - Samos (Aeropuerto Internacional Samos)
  - Santorini (Aeropuerto Nacional de Santorini)
  - Tesalónica (Aeropuerto Internacional de Tesalónica)

- Tesalónica a:
  - Atenas (Aeropuerto Internacional Eleftherios Venizelos)
  - Heraklion (Aeropuerto Internacional Nikos Kazantzakis)
  - Kos (Aeropuerto Internacional de la Isla de Kos)
  - La Canea (Aeropuerto Internacional de La Canea)
  - Mitilene (Aeropuerto Internacional de Mytilene)
  - Rodas (Aeropuerto Internacional de Rodas “Diagoras”)

### Europeos
- Atenas a:
  - Ámsterdam (Aeropuerto de Ámsterdam-Schiphol)
  - Barcelona (Aeropuerto de Barcelona)
  - Basilea (Aeropuerto de Basilea-Mulhouse)
  - Bucarest (Aeropuerto Internacional Henri Coandă)
  - Cluj (Aeropuerto de Cluj-Napoca)
  - Düsseldorf (Aeropuerto Internacional de Düsseldorf)
  - Fráncfort del Meno (Aeropuerto Internacional de Fráncfort)
  - Lárnaca (Aeropuerto Internacional de Lárnaca)
  - Ibiza (Aeropuerto de Ibiza)
  - Madrid (Aeropuerto de Madrid-Barajas)
  - Málaga (Aeropuerto de Málaga)
  - Milán (Aeropuerto Internacional de Malpensa)
  - Múnich (Aeropuerto Internacional de Múnich)
  - Palermo (Aeropuerto de Palermo)
  - Roma (Aeropuerto Intercontinental Leonardo da Vinci)
  - Sofía (Aeropuerto de Sofía)
  - Stuttgart (Aeropuerto de Stuttgart)
  - Estambul (Aeropuerto Internacional Atatürk)
  - Riga (Aeropuerto de Riga)
  - Sevilla (Aeropuerto de Sevilla)
  - Valencia (Aeropuerto de Valencia)
  - Vilnius ((Aeropuerto de Vilnius)
  - Zadar (Aeropuerto de Zadar)
  - Zagreb (Aeropuerto de Zagreb)

- Tesalónica a:
  - Düsseldorf (Aeropuerto Internacional de Düsseldorf)
  - Fráncfort del Meno (Aeropuerto Internacional de Fráncfort)
  - Lárnaca (Aeropuerto Internacional de Lárnaca)
  - Múnich (Aeropuerto Internacional de Múnich)
  - Stuttgart (Aeropuerto de Stuttgart)

- Heraklion a:
  - Bolonia (Aeropuerto de Bolonia)
  - Düsseldorf (Aeropuerto Internacional de Düsseldorf)
  - Milán (Aeropuerto Internacional de Malpensa)
  - Múnich (Aeropuerto Internacional de Múnich)
  - Stuttgart (Aeropuerto de Stuttgart)
  - Verona (Aeropuerto de Verona)

### Africanos
- Atenas a:
  - El Cairo (Aeropuerto Internacional de El Cairo)

## Flota

### Flota Actual

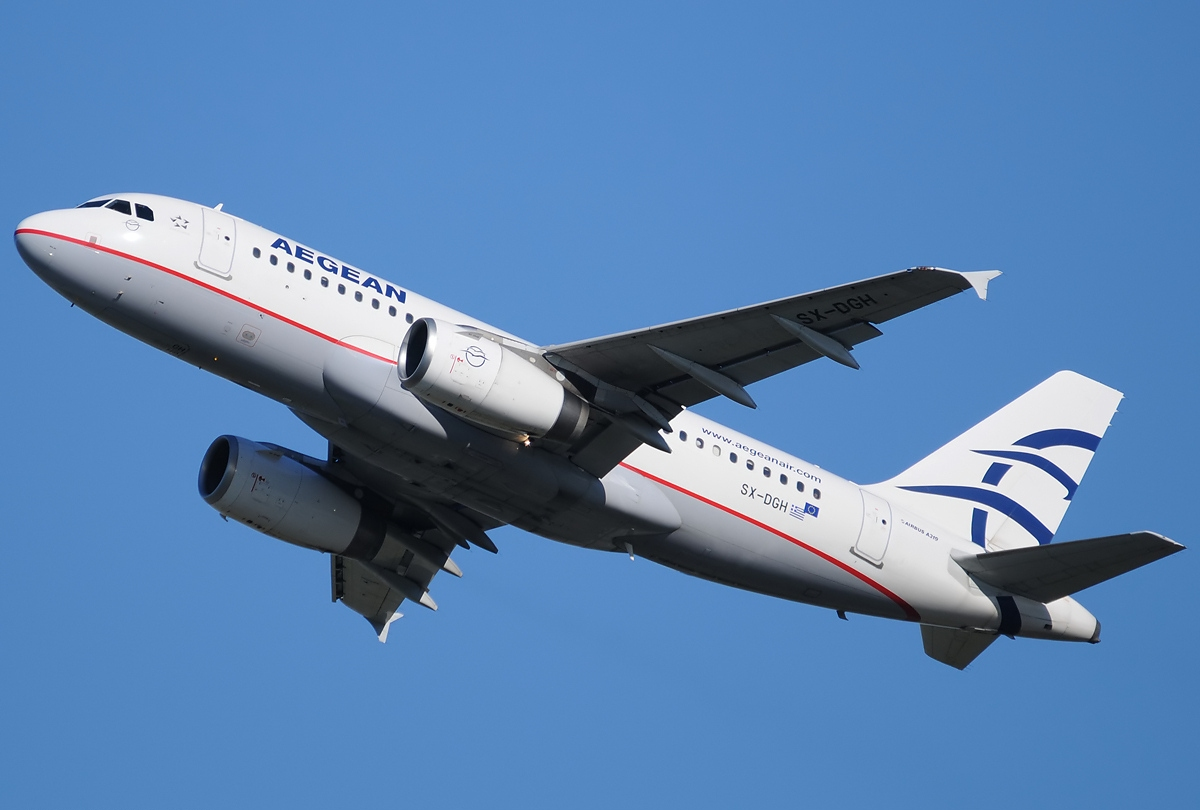
Airbus A319 de Aegean Airlines.

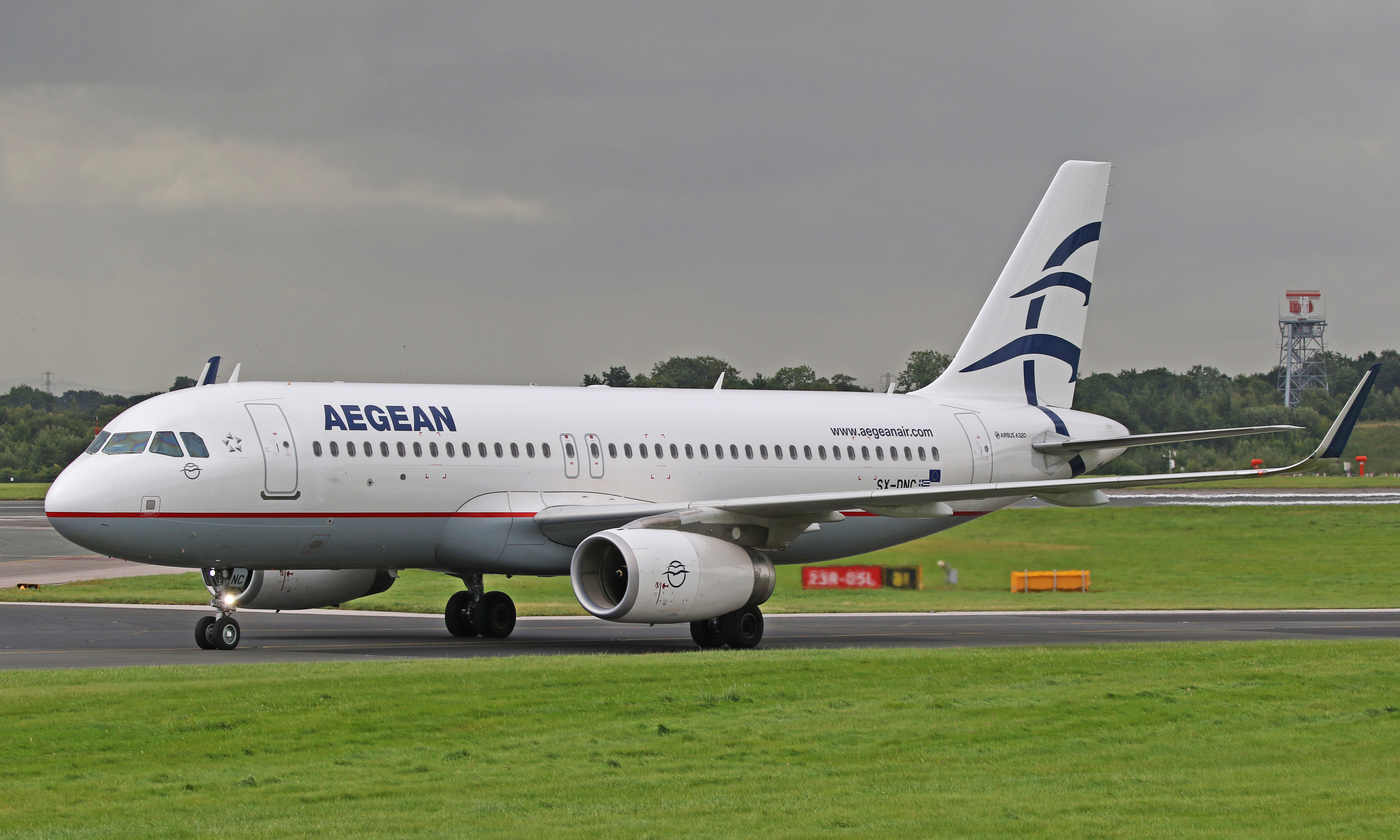
Airbus A320 con sharklets de Aegean Airlines.

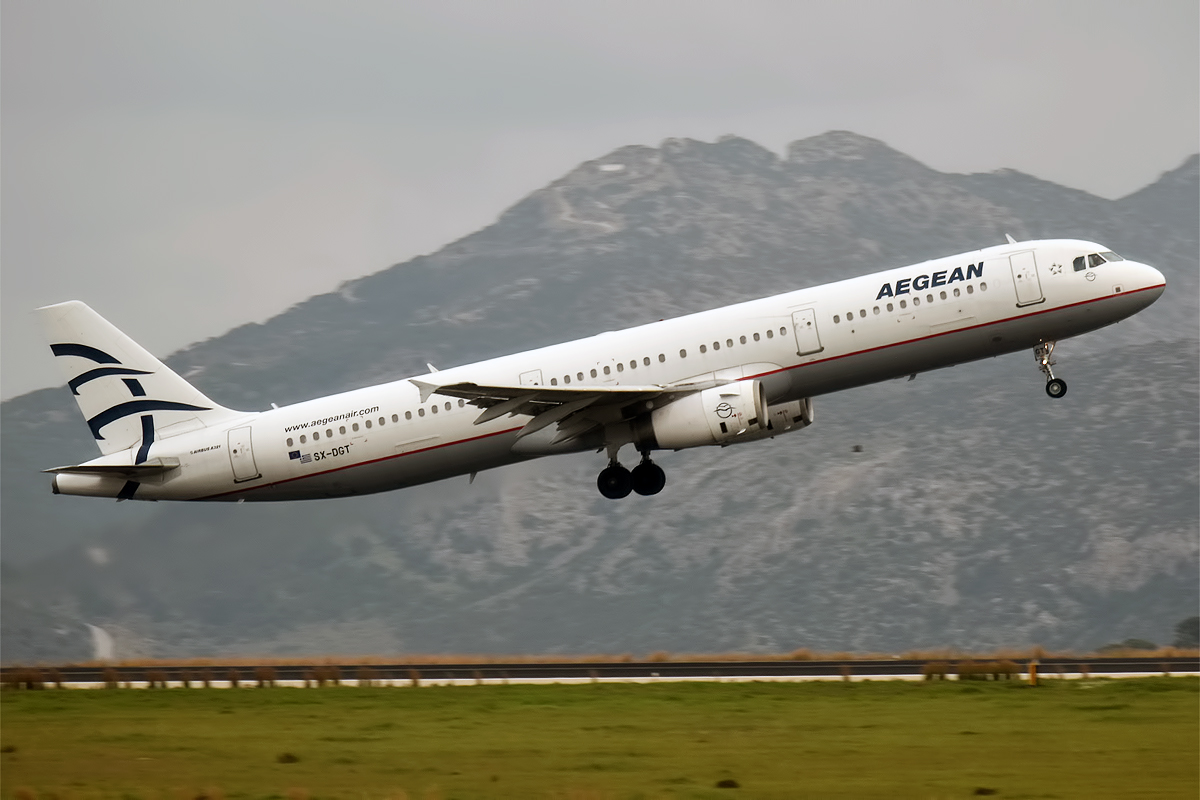
Airbus A321 de Aegean Airlines.

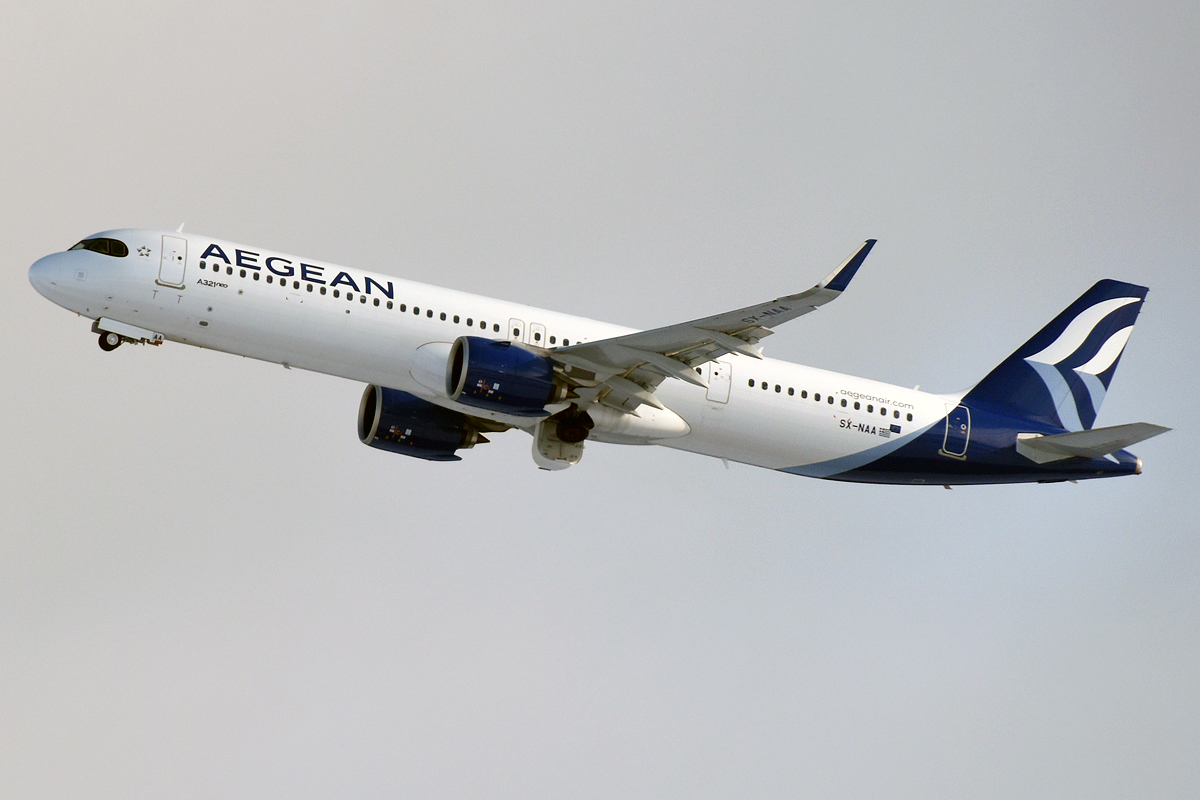
Airbus A321neo de Aegean Airlines.

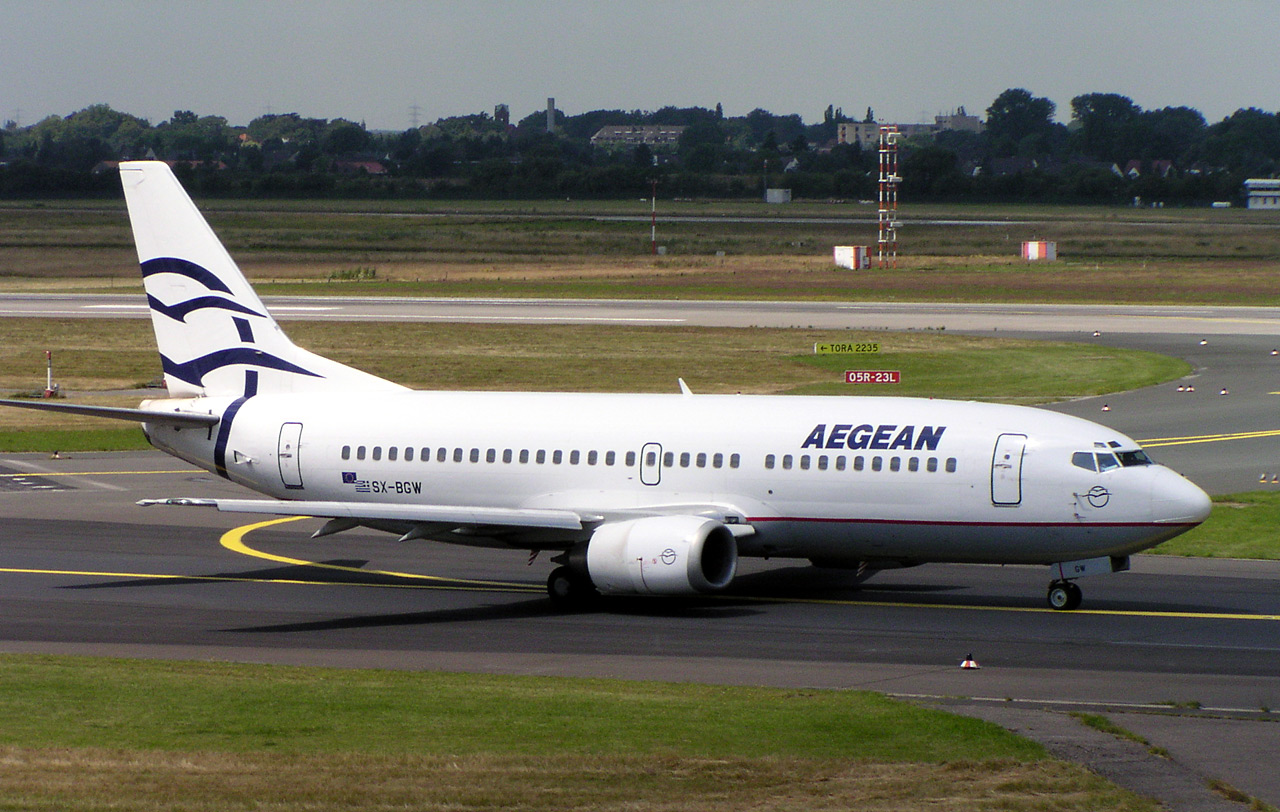
Boeing 737-300 de Aegean Airlines en el Aeropuerto Internacional de Düsseldorf.

En marzo de 2025 la flota estaba compuesta exclusivamente por aviones de Airbus con una edad media de 8.2 años.
| Avión                 | En servicio | Pedidos | Pasajeros     |
| --------------------- | ----------- | ------- | ------------- |
| Airbus A320-232       | 28          | —       | 174           |
| Airbus A320-271N      | 21          | —       | 180           |
| Airbus A321-231       | 4           | —       | 206           |
| Airbus A321-271NX     | 15          | 18      | 220           |
| Airbus A321-271NX LR  | —           | 4       | 178 (C16Y162) |
| Airbus A321-271NY XLR | —           | 2       | 138 (C24Y114) |
| Total                 | 68          | 25      |               |